# Janita Salomé
Janita Salomé, nascido João Eduardo Salomé Vieira (Redondo, 17 de maio de 1947) é um cantor português. É irmão de Vitorino Salomé.
O álbum O Vinho dos Amantes foi apresentado no dia 12 de janeiro de 2007 no Teatro López de Ayala, em Badajoz, obra que soma onze faixas e que homenageia o vinho, o amor e a amizade.
Venceu em 2015 o prémio Pedro Osório da Sociedade Portuguesa de Autores, com o álbum Em Nome da Rosa.

## Discografia
Janita Salomé publicou os seguintes trabalhos fonográficos:
- O cante da terra Cantadores de Redondo (1978)
- Melro (1980)
- A Cantar ao Sol (1983)
- Lavrar em Teu Peito (1985)
- Olho de Fogo (1987)[5]
- A Cantar à Lua (1991)
- Lua Extravagante (1991) (com Vitorino, Carlos Salomé e Filipa Pais)
- Raiano (1994)
- Vozes do Sul (2000) (com Cantadores de Redondo, Grupo Coral Etnográfico As Camponesas de Castro Verde, Grupo Coral Etnográfico da Casa do povo de Serpa, Grupo Coral Etnográfico Os Camponeses de Pias, Filipa Pais e Vitorino)
- Tão Pouco e Tanto (2003)
- Utopia (2004) (com Vitorino)
- Sons da Fala (2007) (com Sérgio Godinho, Vitorino, André Cabaço, Guto Pires, Madeira, Filipe Mukenga, Tito Paris e Juca)
- O Vinho dos Amantes (2007)
- Muxima: homenagem ao Duo Ouro Negro (2010) (com Filipa Pais, Rita Lobo e Yami)
- Muxima ao vivo (2011) (com Filipa Pais, Rita Lobo e Yami)
- Moda impura (2012) (com Vitorino e Cantadores de Redondo, com algumas letras de António Lobo Antunes)
- Em nome da rosa (2014)
- Valsa dos poetas (2018)

## Coletâneas
- Janita Salomé (2014), o sétimo CD da série Canto & autores, editada pelo jornal Público (jornal)[6]

## Participações
Janita Salomé participou em vários discos de José Afonso e de Vitorino.
Como voz solista foi convidado nos seguintes trabalhos:
- José Afonso — Como se fora seu filho (1983): Papuça e O País vai de carrinho[7]
- José Afonso — Galinhas do Mato (1983): Moda do Entrudo, Tarkovsky e Alegria da criação[8]
- Voz e guitarra (1997): Não é facil o amor e Os homens do largo
- Canções proibidas: o Cancioneiro do Niassa (1999): Erva lá na picada e O fado do miliciano
- Canções de embalar Projecto de Nuno Rodrigues (2001): Matita com Sara Tavares
- Rodrigo Lessa — Feito à mão (2001): Mouro amor
- Os amigos — Coimbra nos arranjos de António Brojo e António Portugal (2003):
- Quadrilha — A cor da vontade (2003): Mértola
- Sofia de Portugal — Origem (2004): Senhora dos Remédios
- Brigada Victor Jara — Ceia louca (2006): Romance de Dona Mariana
- Beduínos a Gasóleo — Beduínos a Gasóleo (2007): Canto IV
- Rodrigo Lessa — Das ilhas mestiças (2007): Aresta América
- Navegante — Meu bem meu mal (2008): Saias das sete saias
- A Moda Mãe — A Moda Mãe (2013): Extravagante
- Mestre Cante — Mestre Cante (2014): Lírio roxo
- Pedro Mestre — Campaniça ao despique (2015): Brota a água

## Prémios
- 2001 — Prémio José Afonso[9]